# Karl Schrader (Politiker, 1899)
Emil Karl Theodor Schrader (* 15. Juni 1899 in Hannover; † 26. Februar 1971 in Laatzen) war ein deutscher Politiker (SPD), Mitglied des Niedersächsischen Landtages, Mitglied des Ernannten Niedersächsischen Landtages und Mitglied des Ernannten Hannoverschen Landtages.

## Leben
Nach dem Besuch der Volksschule absolvierte Karl Schrader eine Ausbildung als Maschinenbauer. Er trat im Jahr 1916 in die Gewerkschaft ein und wurde drei Jahre später SPD-Mitglied und Jungsozialist. Einige Jahre arbeitete er als Monteur in und außerhalb Deutschlands und lebte ein Jahr in Finnland. Schließlich bildete er sich an der Leibniz-Akademie Hannover fort und besuchte die Maschinenbauschule Hannover. In der Folge arbeitete er als Konstrukteur und Betriebsleiter. Er wurde in Hannover-Wülfel gemeinsam mit dem Kaufmann Friedrich Schapitz Mitinhaber der 1930 als Folge der Weltwirtschaftskrise in Konkurs gegangenen Garvens-Waagen-Fabrik GmbH und gründete 1932 mit demselben Partner die Wülfel-Pumpen GmbH, mit Standorten in Hannover und Elze. Er war Inhaber verschiedener technischer Patente.
Vom 23. August 1946 bis 29. Oktober 1946 war Schrader Mitglied des ernannten Hannoverschen Landtages und vom 9. Dezember 1946 bis 28. März 1947 Mitglied des ernannten Niedersächsischen Landtages. Danach wurde er vom 20. April 1947 bis 5. Mai 1955 Mitglied des Niedersächsischen Landtages (1. und 2. Wahlperiode).
Er war seit dem 1. März 1930 mit Hilde Helene Lina geb. Brandt (* 1910) verheiratet. Die Eheschließung fand in Laatzen statt. Schrader starb am 26. Februar 1971 um 10:50 Uhr im Agnes-Karll-Krankenhaus in Laatzen im Alter von 71 Jahren. Er wohnte zuletzt in der August-Bebel-Straße 38 in Laatzen. Schrader hatte vier Kinder.